# Isakowo (rejon istriński)
Isakowo (ros. Исаково) – wieś (dieriewnia) w Rosji, w obwodzie moskiewskim, w rejonie istrińskim. W 2010 liczyła 97 mieszkańców.